# Nevell Provo
Nevell Taijuan Provo (North Preston, 14 maggio 1996) è un ex cestista canadese.